# Divoké včely
Divoké včely é um filme de drama tcheco de 2001 dirigido e escrito por Bohdan Sláma. Foi selecionado como represente da República Tcheca à edição do Oscar 2003, organizada pela Academia de Artes e Ciências Cinematográficas.